# Пішохідна доріжка

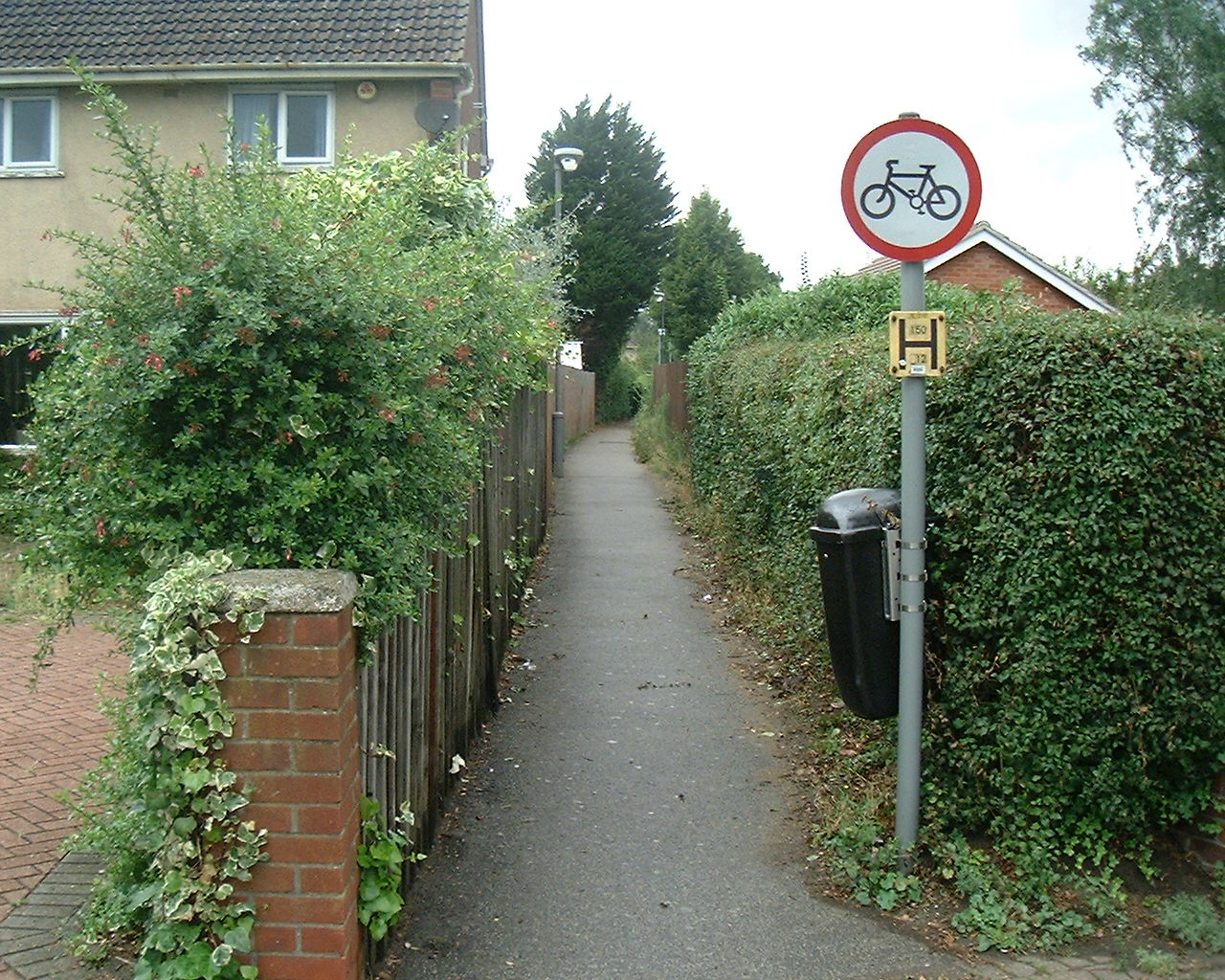
Пішохідна доріжка

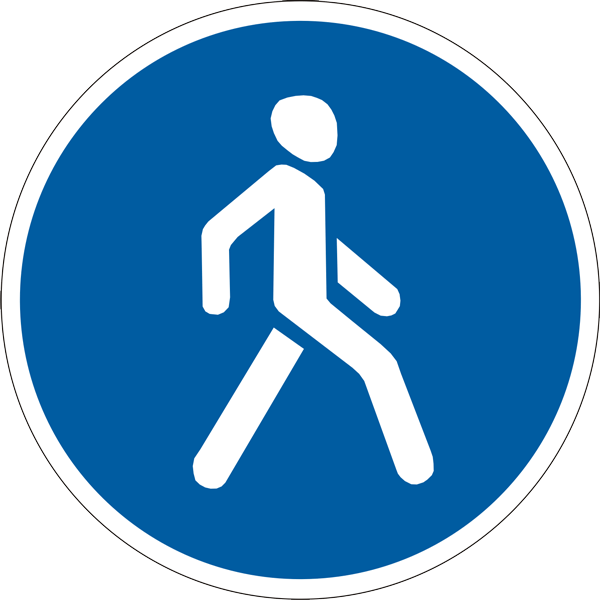
4.13. Доріжка для пішоходів

Пішохі́дна дорі́жка — доріжка з покриттям, призначена для руху пішоходів, виконана в межах дороги чи поза нею і позначена знаком 4.13.
Також пішохідна доріжка, чи природна стежка — це тип доріжки, яка призначена лише для пішоходів. Можна зустріти в самих різних місцях, від центру міст до сільськогосподарських угідь і гірських хребтів. Міські пішохідні доріжки, як правило, мають тверде покриття, можуть мати східці, їх можна називати алеями, смугами, східцями тощо.
Національні парки, природні заповідники, заповідники та інші охоронювані території дикої природи можуть мати пішохідні доріжки (стежки), які обмежені для пішоходів. Термін пішохідна доріжка також може описувати тротуар у деяких англомовних країнах (таких як Австралія, Нова Зеландія та Ірландія).